# Marjan Radeski
Marjan Radeski (en macédonien : Марјан Радески), né le 10 février 1995 à Prilep, est un footballeur international macédonien. Il évolue au poste d'ailier droit au KF Shkëndija.

## Carrière

### En équipe nationale
Marjan Radeski honore sa première sélection le 18 juin 2014 lors d'un match amical contre la Chine (défaite 2-0). Il marque son premier but le 29 mai 2016, en amical contre l'équipe d'Azerbaïdjan (victoire 3-1).

## Statistiques
| Saison                | Club                  | Championnat           | Championnat | Championnat | Coupe(s) nationale(s) | Coupe(s) nationale(s) | Compétition(s) continentale(s) | Compétition(s) continentale(s) | Compétition(s) continentale(s) | Macédoine du Nord | Macédoine du Nord | Total | Total |
| Saison                | Club                  | Division              | M.          | B.          | M.                    | B.                    | Comp.                          | M.                             | B.                             | M.                | B.                | M.    | B.    |
| 2011-2012             | 11 Oktomvri           | Prva Liga             | 10          | 1           | 0                     | 0                     | -                              | -                              | -                              | -                 | -                 | 10    | 1     |
| Sous-total            | Sous-total            | Sous-total            | 10          | 1           | 0                     | 0                     | -                              | 0                              | 0                              | -                 | -                 | 10    | 1     |
| 2012-2013             | Metalurg Skopje       | Prva Liga             | 11          | 1           | 0                     | 0                     | -                              | -                              | -                              | -                 | -                 | 11    | 1     |
| 2013-2014             | Metalurg Skopje       | Prva Liga             | 32          | 7           | 3                     | 0                     | -                              | 2                              | 0                              | 2                 | 0                 | 39    | 7     |
| 2014-2015             | Metalurg Skopje       | Prva Liga             | 31          | 10          | 0                     | 0                     | -                              | 6                              | 1                              | 2                 | 0                 | 39    | 11    |
| Sous-total            | Sous-total            | Sous-total            | 74          | 18          | 3                     | 0                     | -                              | 8                              | 1                              | 4                 | 0                 | 89    | 19    |
| 2015-2016             | KF Shkëndija          | Prva Liga             | 28          | 9           | 4                     | 3                     | -                              | -                              | -                              | 3                 | 1                 | 35    | 13    |
| 2016-2017             | KF Shkëndija          | Prva Liga             | 7           | 0           | 0                     | 0                     | C3                             | 7                              | 0                              | -                 | -                 | 14    | 0     |
| Sous-total            | Sous-total            | Sous-total            | 35          | 9           | 4                     | 3                     | -                              | 7                              | 0                              | 3                 | 1                 | 49    | 13    |
| Total sur la carrière | Total sur la carrière | Total sur la carrière | 0           | 0           | 0                     | 0                     | -                              | 0                              | 0                              | 7                 | 1                 | 7     | 1     |

## Palmarès
Il remporte la coupe de Macédoine en 2016 et 2018 avec le KF Shkëndija.